# Iglesia de la Natividad de Nuestra Señora (Zuazola)
La iglesia de la Natividad de Nuestra Señora es un edificio situado en la localidad española de Zuazola, en la provincia de Álava.

## Descripción
El edificio se encuentra en la localidad española de Zuazola, del municipio de Barrundia, perteneciente a la provincia de Álava, en la comunidad autónoma del País Vasco. Se menciona como iglesia parroquial del lugar en el decimosexto y último volumen del Diccionario geográfico-estadístico-histórico de España y sus posesiones de Ultramar de Pascual Madoz, donde aparece descrita con las siguientes palabras: «igl. parr. (Sta. Maria) servida por un beneficiado de la de Aspuru, de la cual es aneja». En el tomo de la Geografía general del País Vasco-Navarro dedicado a Álava y escrito por Vicente Vera y López, se dice lo siguiente: «Su templo, dedicado á Santa María, pertenece á la parroquia de Aspuru».